# Taylan Uzunoğlu
İbrahim Taylan Uzunoğlu (* 31. März 1982 in Izmir) ist ein türkischer Fußballspieler.

## Karriere
Uzunoğlu begann mit dem Vereinsfußball in der Jugend von Bucaspor und wurde hier Ende 1999 als Amateurspieler in den Profikader aufgenommen. Bis zum Jahresende absolvierte er ein Ligaspiel und zwei Pokalspiele für Bucaspor. Im Sommer 2000 erhielt er dann einen Profivertrag und wurde für die Rückrunde der Saison 2000/01 an Yeni Milasspor ausgeliehen.
Im Sommer 2001 wechselte Uzunoğlu zum Viertligisten Aliağa Belediyespor. Hier etablierte er sich zu einem der erfolgreichsten Spieler der TFF 3. Lig. Nach zwei Jahren heuerte er deshalb beim Zweitligisten seiner Heimatstadt, Altay Izmir an. Nachdem er bei Altay bis zur Winterpause sich nicht innerhalb der Mannschaft etablieren konnte, wurde er an den Drittligisten Yalovaspor abgegeben. Hier knöpfte er allmählich an seine Form der Vorsaison an. Trotz seiner steigenden Leistung ließ ihn Yalovaspor zum Saisonende zum Viertligisten Yeni Turgutluspor ziehen. Bei diesem Verein trug dann Uzunoğlu mit 14 Toren erheblich zur Meisterschaft und damit zum Aufstieg bei.
Durch seine Leistung bei Turgutluspor, wurde der damalige Erstligist Denizlispor auf Uzunoğlu aufmerksam und verpflichtete ihn zum Sommer 2005. Für Denizlispor absolvierte er in einer Saison 10 Spiele und schaffte es hier nicht sich als Stammspieler zu etablieren. Zum Saisonende verließ er Denizlispor Richtung Zweitligist Karşıyaka SK. Für Karşıyaka SK spielte er ebenfalls nur eine Saison und war anschließend der Reihe nach für diverse Vereine der TFF 2. Lig und der TFF 1. Lig.
In der Sommertransferperiode 2013 wechselte Uzunoğlu innerhalb der TFF 2. Lig zu Gaziosmanpaşaspor. Bereits zur nächsten Winterpause verließ er die Istanbuler und wechselte innerhalb der Liga zum südtürkischen Vertreter Hatayspor. 2015 wechselte er schließlich zu Manisaspor.